# Ingeniería en la nube
Ingeniería en la nube es la aplicación de disciplinas de ingeniería a la computación en la nube. Propone un acercamiento sistemático a temas de comercialización,  estandarización, y gobernabilidad de las aplicaciones en la computación en la nube. En la práctica, aprovecha los métodos y herramientas de ingeniería para concebir, desarrollar, operar y mantener sistemas y soluciones de computación en la nube. Se trata del proceso de diseño de los sistemas necesarios para aprovechar la potencia y la economía de los recursos de la nube para resolver problemas empresariales.

## Funciones principales
La ingeniería de la nube es un campo de la ingeniería que se centra en servicios de la nube, tales como "software como servicio", "plataforma como servicio", e "infraestructura como servicio". Es un método multidisciplinario que abarca contribuciones de diversas áreas, tales como Ingeniería de sistemas, Ingeniería de software, Ingeniería web, ingeniería de rendimiento, ingeniería de información, Ingeniería de seguridad, ingeniería de plataformas, ingeniería de servicios, ingeniería de riesgo e ingeniería de calidad. La naturaleza de las capacidades semejantes a los productos ofrecidas por los servicios en la nube y los desafíos inherentes a este modelo de negocio impulsan la necesidad de que la ingeniería en la nube sea la disciplina central. 
Los elementos de Ingeniería en la nube incluyen: 
- Fundamentos: los fundamentos, conceptos, principios rectores y taxonomía.
- Implementación: los bloques de construcción y guías prácticas para la realización de la nube
- Ciclo de vida: la iteración de extremo a extremo de desarrollo y publicación de la nube
- Gestión: el tiempo de diseño y tiempo de ejecución Gestión de la nube desde múltiples perspectivas

## Profesión
Los profesionales que trabajan en el campo de la ingeniería en la nube son principalmente arquitectos e ingenieros en la nube. Las habilidades que caracterizan a los profesionales de la ingeniería de la nube son: 
- Conocimiento del idioma de los negocios y del dominio
- Comprender la arquitectura conceptual, lógica y física
- Domina diversas tecnologías, marcos y plataformas en la nube
- Implementar las soluciones para la calidad de los servicios en la nube, p. HA, DR, escalado, rendimiento
- Trabajar en la seguridad en múltiples niveles
- Desarrollar aplicaciones para implementación, aprovisionamiento y administración flexibles
- Aprovechar los paquetes y productos de código abierto
- Aplicar principios ágiles y magros en diseño y construcción

La demanda de habilidades en TIC avanzadas (Tecnologías de la Información y Comunicación) se ha expandido rápidamente en los últimos años a medida que los negocios y la sociedad se están transformando por la aparición de Internet y la Web como medios omnipresentes para permitir una economía global basada en el conocimiento. Esto, a su vez, ha creado una enorme demanda de tecnologías de computación paralela y distribuida habilitadas en red que están cambiando la forma en que llevamos a cabo la ciencia, operamos negocios y abordamos problemas desafiantes como las enfermedades epidémicas y el cambio climático.

## Software
Hay muchas plataformas disponibles para la ingeniería en la nube. Existen las herramientas CAD-Tools Onshape y Autodesk Revit, para los propósitos de CAE, los usuarios pueden usar el software ExaCloud o SimScale.

## Historia
La noción de ingeniería en la nube en el contexto de la computación en la nube había sido escasamente utilizada en discusiones, presentaciones y charlas a mediados de los años 2000. El término de la ingeniería de la nube fue formalmente acuñado alrededor de 2007 y el concepto de la ingeniería de la nube se introdujo oficialmente en abril de 2009. Varios aspectos y tópicos de este tema han sido ampliamente cubiertos en una serie de eventos de la industria. Se han llevado a cabo extensas investigaciones sobre áreas específicas en la ingeniería de nube, como el soporte de desarrollo para patrones de nubes y servicios de continuidad de negocio en la nube. La primera Conferencia Internacional IEEE sobre Ingeniería en Nube (IC2E) se llevó a cabo del 25 al 28 de marzo de 2013 y la segunda conferencia se celebró del 10 al 14 de marzo de 2014.